# Tofane
Les Tofane sont une montagne des Dolomites, massif alpin situé en Italie (Vénétie). Situées à l'ouest de Cortina d'Ampezzo, les Tofane dominent le bassin d'Ampezzo et la vallée du Boite. Elles sont en grande partie situées dans le parc naturel des Dolomites d'Ampezzo. 
Le nom a acquis une certaine renommée grâce à la piste de course de ski Olimpia delle Tofane, site de la descente olympique masculine en 1956.

## Géographie
Loin d'être formées d'un unique sommet, les Tofane se composent d'une kyrielle de cimes, d'antécimes et de pitons rocheux qui font de cette montagne un véritable groupe montagneux des Dolomites ampezzanes.

### Sommets
Le massif se compose essentiellement de trois cimes dépassant les 3 000 m d'altitude qui figurent parmi les dix plus hauts sommets des Dolomites :
- Tofana di Mezzo (également Tofana II) au milieu est la plus haute des trois Tofane avec une altitude de 3 244 m et en même temps le troisième plus haut sommet des Dolomites après la Marmolada (3 342 m) et l'Antelao (3 264 m) ;
- Tofana di Dentro (également Tofana III) culminant à 3 238 m et formant le plus septentrional des trois géants de roche ;
- Tofana di Rozes (également Tofana I) à 3 225 m et est surtout connue pour son imposante face sud (Tofana Sud).

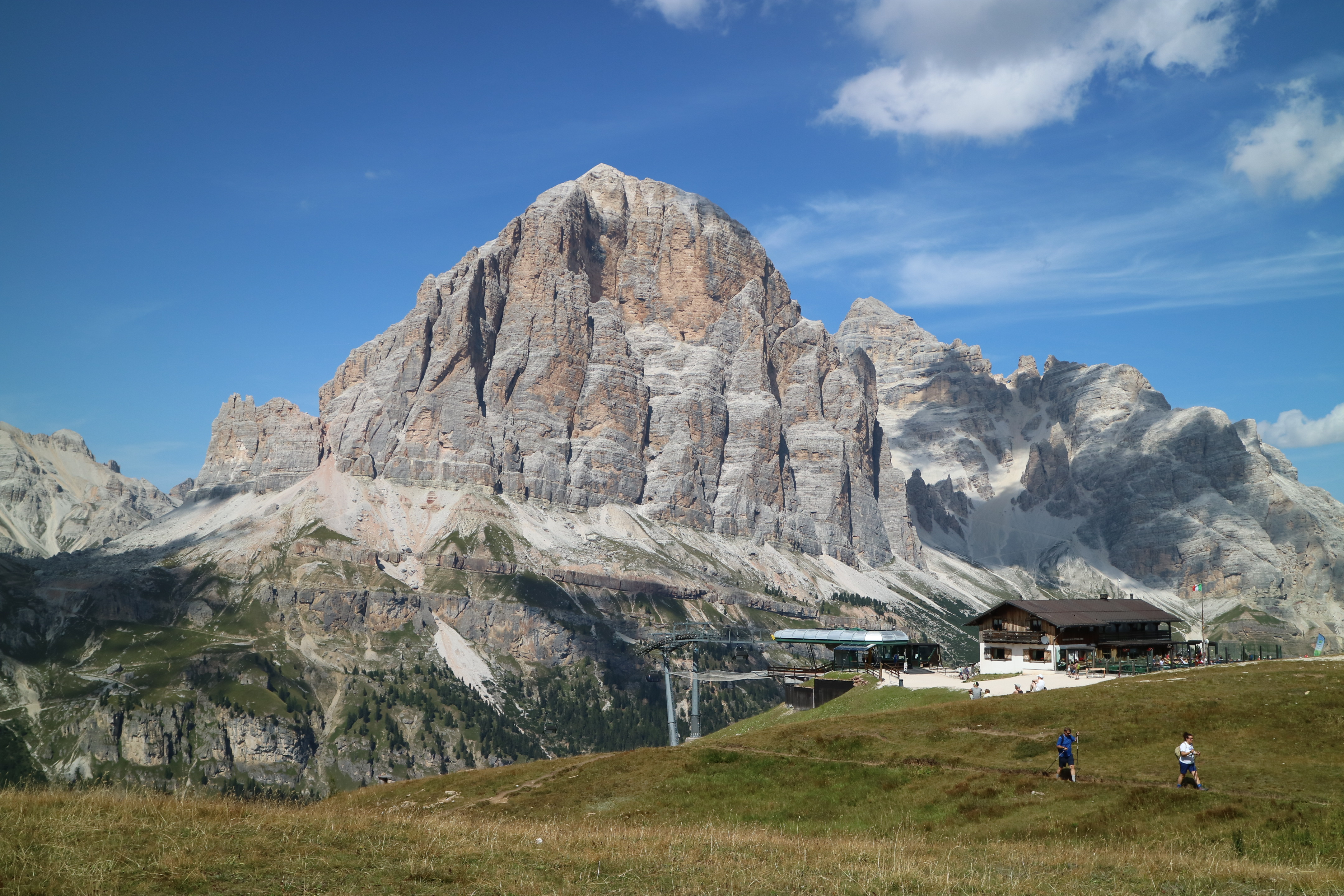
La Tofana di Rozes.
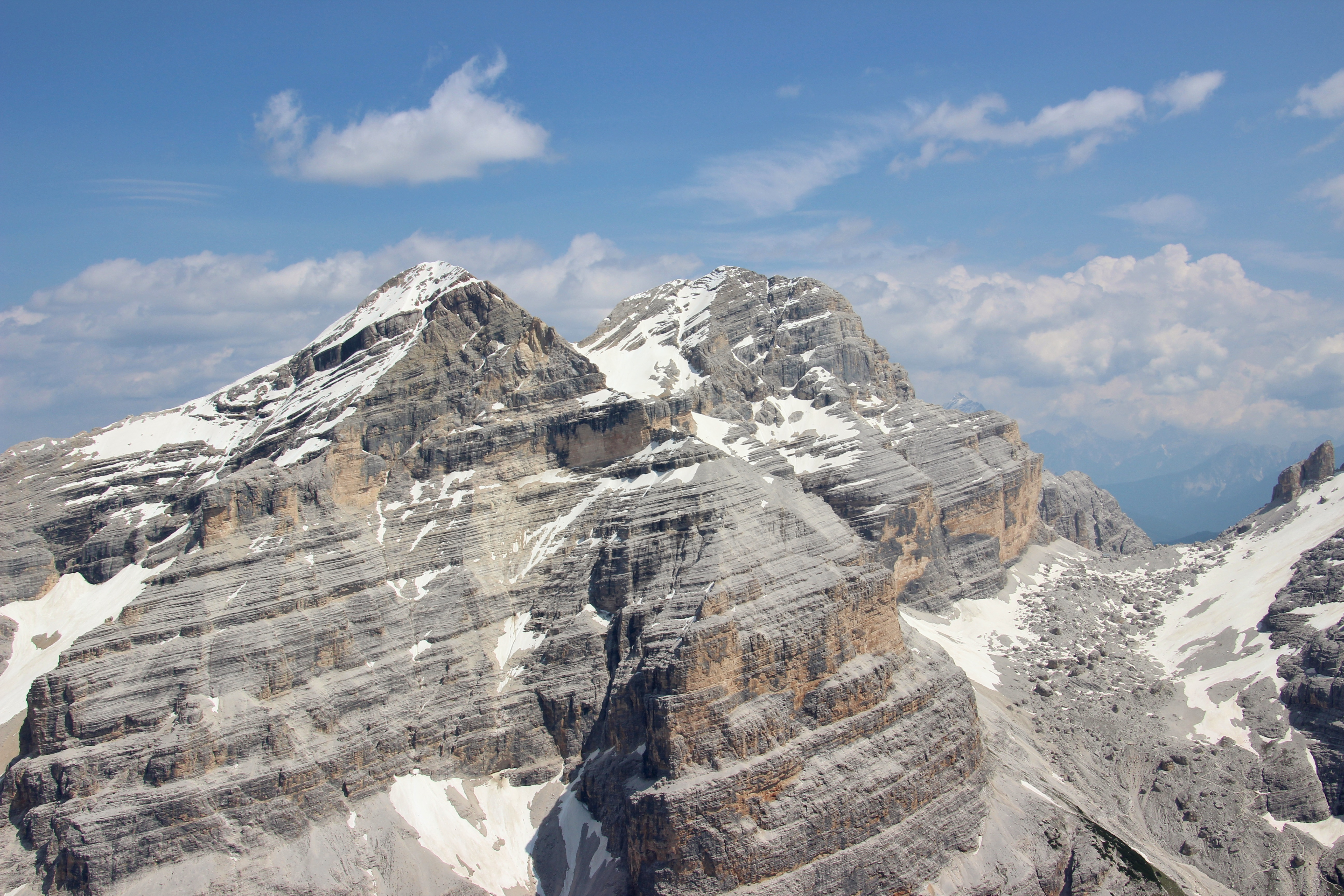
La Tofana di Dentro (à gauche) et la Tofana di Mezzo. (au centre, à l'arrière).
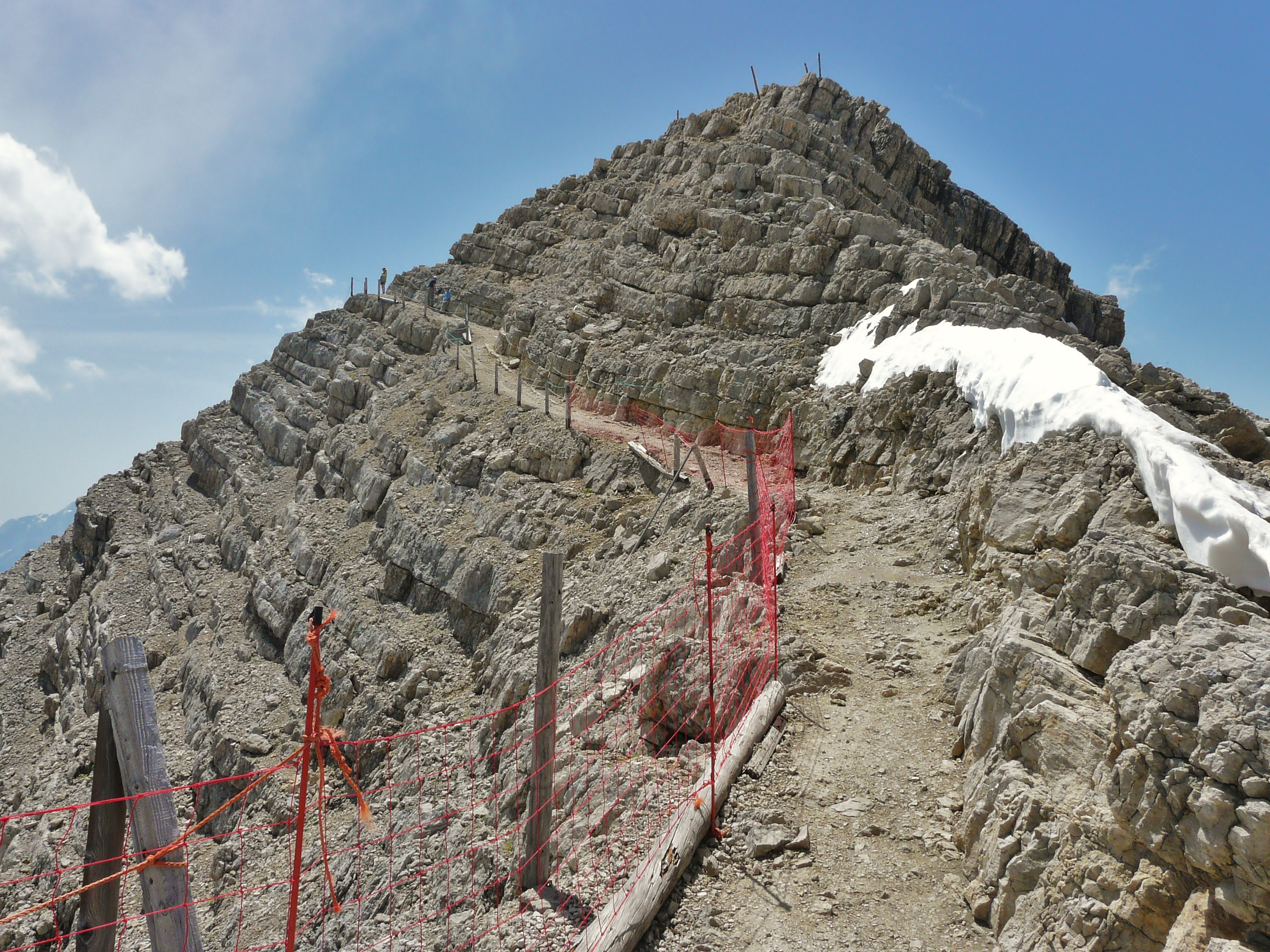
Le sentier menant à la Tofana di Mezzo.

### Géomorphologie
Alors que les deux sommets supérieurs, la Tofana di Mezzo et la Tofana di Dentro, forment un massif compact, la Tofana di Rozes semble quelque peu indépendante, séparée des deux autres par la forcella Fontananegra (2 561 m). À l'ouest et au nord, le val Travenanzes sépare le massif du groupe des Fanes, à l'est la haute vallée du Boite et le groupe du Cristallo et au sud la vallée de Falzara de l'Averau.

## Histoire

### Opérations militaires

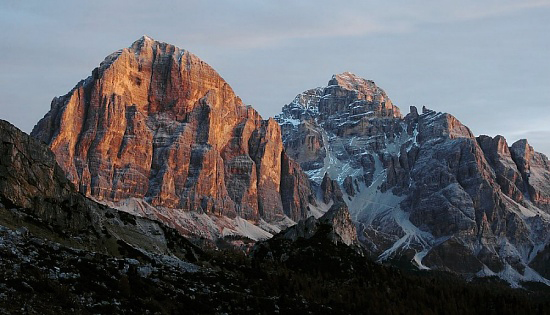
Les Tofane vues du sud.

Comme la plupart des sommets du Cadore et du Tyrol du Sud, les Tofane ont été le théâtre d'affrontements armés sanglants entre les troupes italiennes et austro-hongroises au cours de la Première Guerre mondiale. En 1915, lorsque l'Italie entre en guerre, le front sud autrichien est complètement sans surveillance, et pour cela, les commandements militaires des Habsbourg décident d'abandonner l'Ampezzo pour se retrancher dans des positions stratégiques mieux défendables,. L'état-major austro-hongrois, conscient de l'insuffisance des hommes et des défenses, s'était déjà résigné à la perte du Tyrol du Sud.
Après avoir gravi le Cadore et occupé Cortina d'Ampezzo (29 mai 1915), l'aile gauche de la 4e armée italienne commença à assiéger les bastions ennemis sur les pentes sud et est des Tofane. Le 15 juillet, à l'arrivée de l'artillerie lourde, les italiens commencèrent à bombarder les lignes de défense autrichiennes (Landro, Prato Piazza et Valparola) ; le 20 du même mois, le général Antonio Cantore, commandant de la 2e division italienne, est touché par le feu ennemi lors d'un tour de reconnaissance et perd la vie.
Après une longue période d'impasse, avec des bombardements continus et de nombreux morts et blessés des deux côtés, un commando dirigé par le lieutenant Dazio De Faveri, réussi à prendre possession de la Tofana di Rozes. Cependant, entre cette dernière et la Cima Bois, la soi-disant Castelletto, une tour rocheuse située entre le val Costeana et le val Travenanzes, résiste avec ténacité. Complètement inaccessible par le bas, elle resta aux mains des Autrichiens jusqu'au 11 juillet 1916, quand les italiens font exploser avec une puissante mine d'explosifs de 35 tonnes ; à cette occasion, environ 150 soldats hongrois et autrichiens ont péri. Mais le front n'a pas avancé.
Entre juillet et le 16 septembre, les militaires de l'armée royale italienne ont progressivement poursuivi leur avance sur le groupe montagneux, repoussant les Habsbourg sur la ligne Lagazuoi-Furcia Rossa et renforçant l'invasion du val Travenanzes du côté ouest, conquérant une zone entre la Tofane di Rozes et la Tofana di Mezzo. Le front est resté bloqué jusqu'en novembre 1917, date à laquelle, à la suite de la défaite de Caporetto, les soldats italiens combattant à travers l'Ampezzo ont été rappelés d'urgence vers le sud et contraints d'abandonner leurs positions, pour créer un nouveau front face à la rivière Piave, sur laquelle l'armée austro-hongroise trouvera une défaite totale et définitive l'année suivante (bataille de Vittorio Veneto, 24 octobre - 3 novembre 1918).

### Premières ascensions

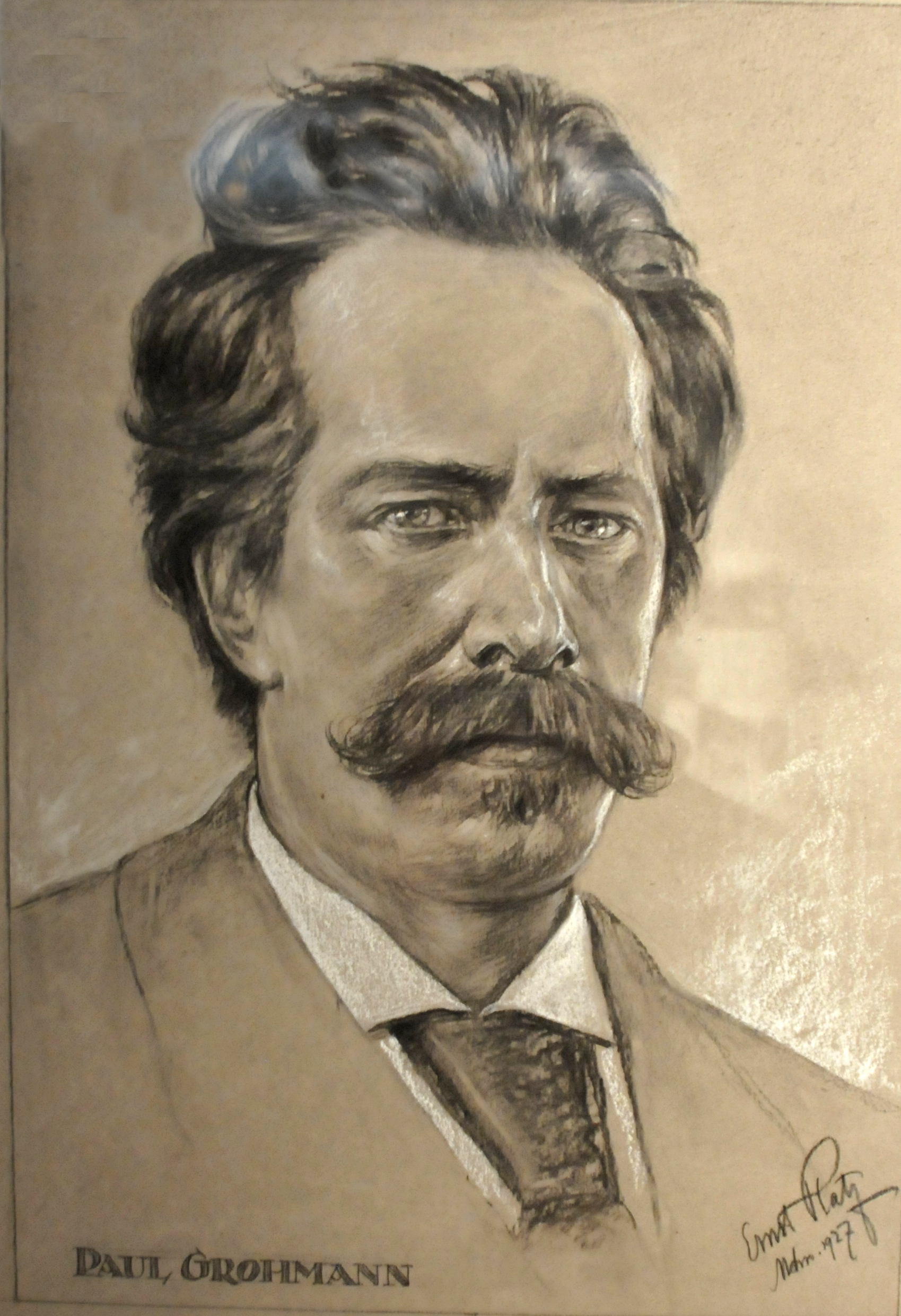
Paul Grohmann.

La première ascension des Tofane a été réalisée par l'Autrichien Paul Grohmann et Francesco Lacedelli, originaire de Cortina d'Ampezzo. Ils ont conquis le sommet de la Tofana di Mezzo le 29 août 1863. La Tofana di Rozes a été atteinte exactement un an plus tard, le 29 août 1864, par les deux alpinistes susmentionnés et par les compagnons d'escalade Santo Siorpaes et Angelo Dimai, tous deux d'Ampezzo. Enfin, la Tofana de Dentro a été conquise le 27 août 1865 toujours par Paul Grohmann accompagné d'Angelo Dimai. 
Après la conquête des principaux sommets, d'autres voies ont été ouvertes comme celle de la gigantesque face sud-est de la Tofana di Rozes, face conquise en 1901 par Ilona et Rolanda von Eötvös avec les guides Angelo Dimai, Giovanni Siorpaes et A. Verzi. Cet itinéraire grimpe d'abord dans le grand ravin jusqu'à l'amphithéâtre, puis le long des corniches et des cheminées du même amphithéâtre où il fait une longue traversée puis se termine au sommet. Cette voie est toujours considérée comme un classique dans les Dolomites.
Au Tofana di Rozes, la face sud du pilier di Rozes a été conquis en 1944  par E. Constantini et R. Apollonio.

## Tourisme
Après le boom touristique de Cortina, les Tofane sont devenues l'une des principales attractions des Dolomites, ainsi que l'un des symboles les plus connus des Alpes italiennes. Pour cette raison, à partir de la fin du XIXe siècle, de nombreux abris alpins ont été construits dans la région et des sentiers, des via ferratas et des pistes de ski ont été ouvertes.

### Refuges
Il y a cinq refuges principaux dans la région des Tofane, où les touristes peuvent trouver de la nourriture et un logement en période estivale et hivernale :
- le refuge Angelo Dibona (2 083 m), familial, situé dans le vallon di Tofana et accessible soit en voiture, via la SS 48, soit à pied, via le chemin 421 ou bien depuis la localité de Pocòl. C'est le point de départ de la via ferrata de la Tofana di Rozes. Il ouvert uniquement en été ;
- le refuge Camillo Giussani (2 580 m), appartenant au CAI de Cortina, située à la forcella Fontananegra, est accessible depuis le refuge Dibona via des éboulis sur le chemin 403, et est le point de départ et d'arrivée pour la voie de montée normale vers la Tofana di Rozes ;
- le refuge Duca d'Aosta (2 098 m), privé, ouvert tout l'été et en saison de ski. On y accède en voiture pour la SS 48, par le télésiège Pietofana ou à pied par le chemin de Piè Tofana ou par le chemin de terre de Pocol ;
- le refuge Pomedes (2 303 m), à gestion familiale, situé à la hauteur de Punta Anna. Il est ouvert en été et pendant la saison de ski, accessible à pied depuis le Rif Duca d'Aosta par le chemin 420. Le refuge est le point de départ de la via ferrata Giuseppe Olivieri et du sentier Astaldi ;
- le refuge du Col Drusciè (1 778 m) relié au stadio olimpico del ghiaccio par le téléphérique freccia nel cielo.

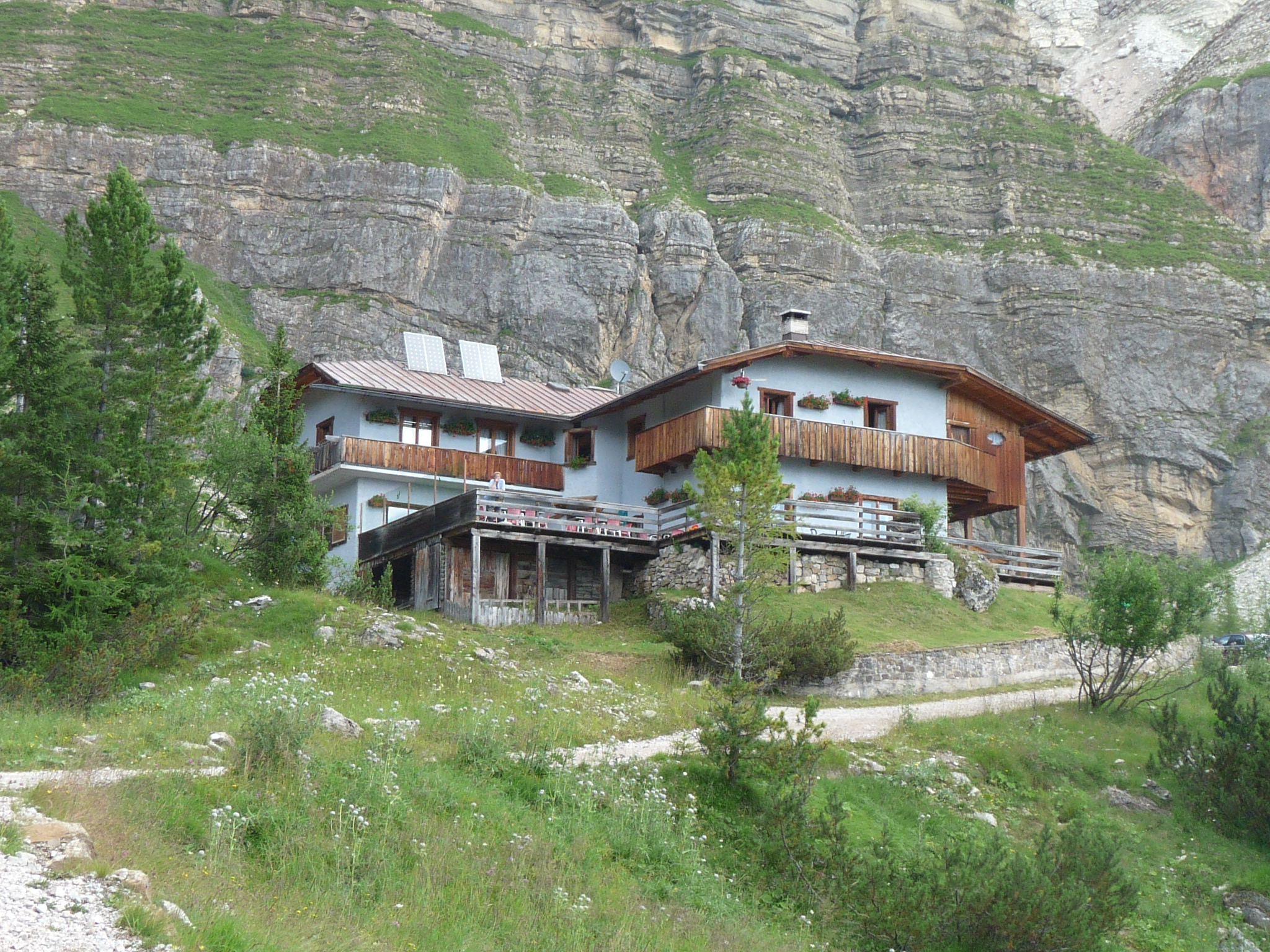
Le refuge Angelo Dibona.
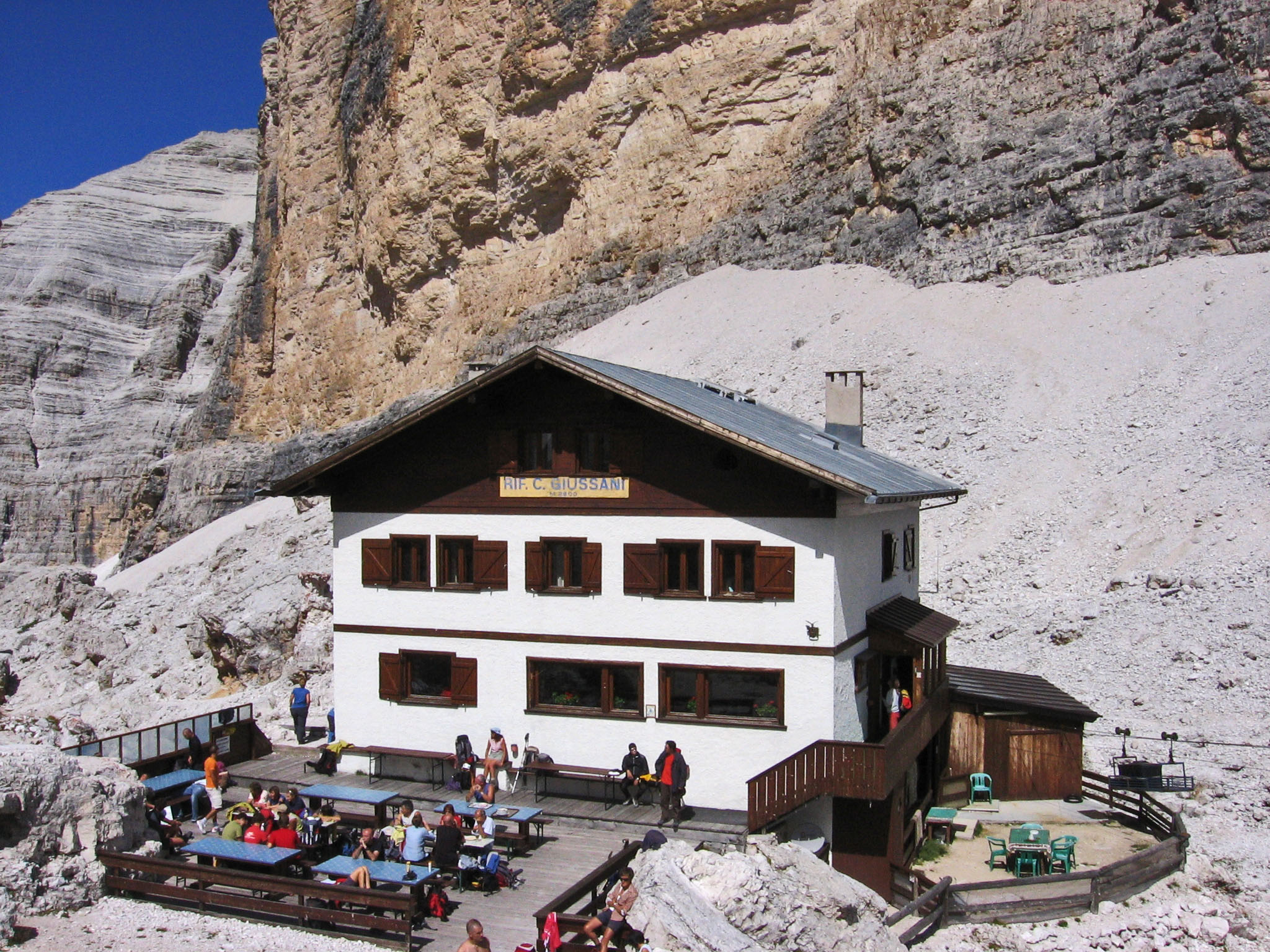
Le refuge Camillo Giussani.
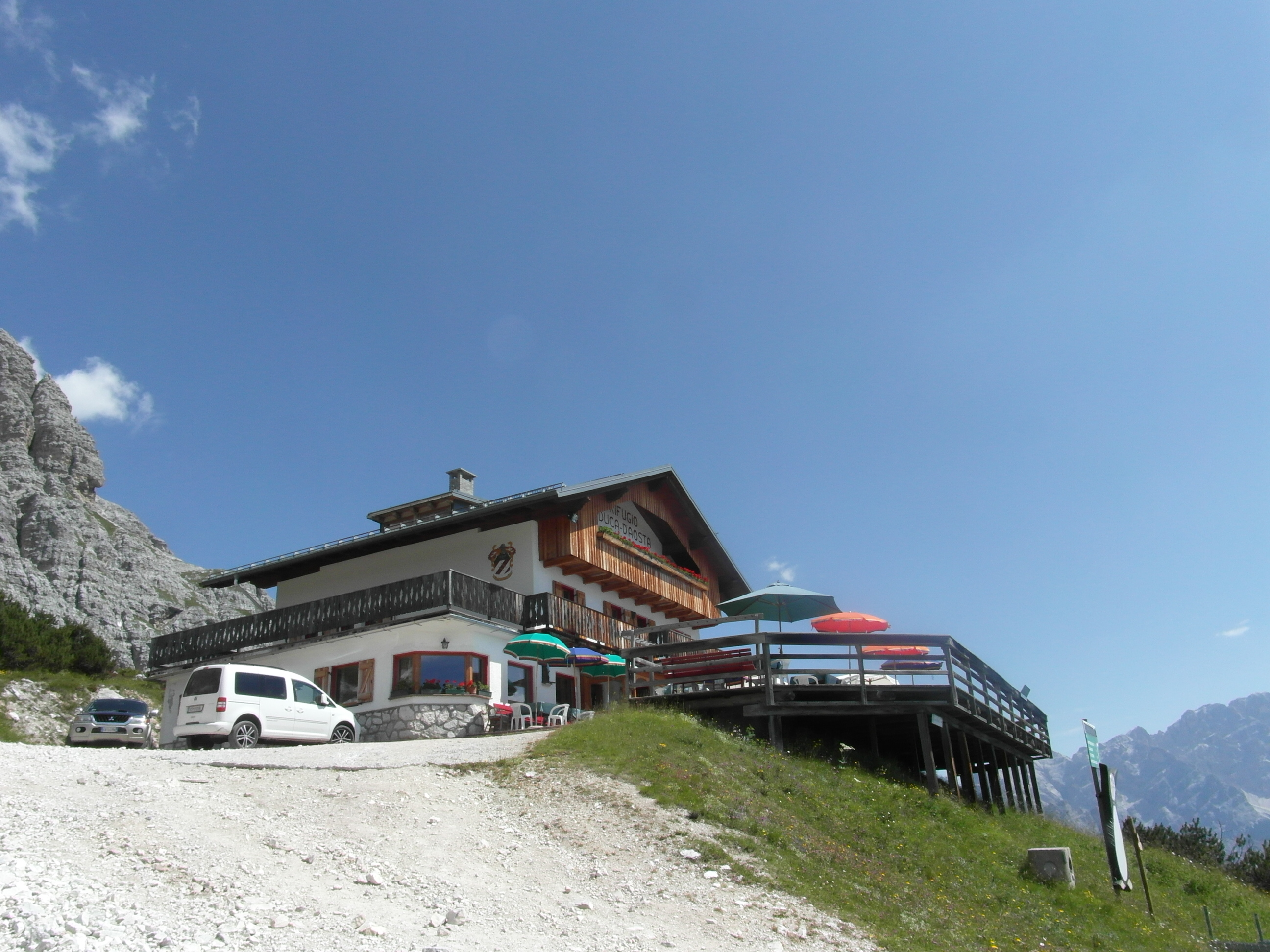
Le refuge Duca d'Aosta.

### Randonnée

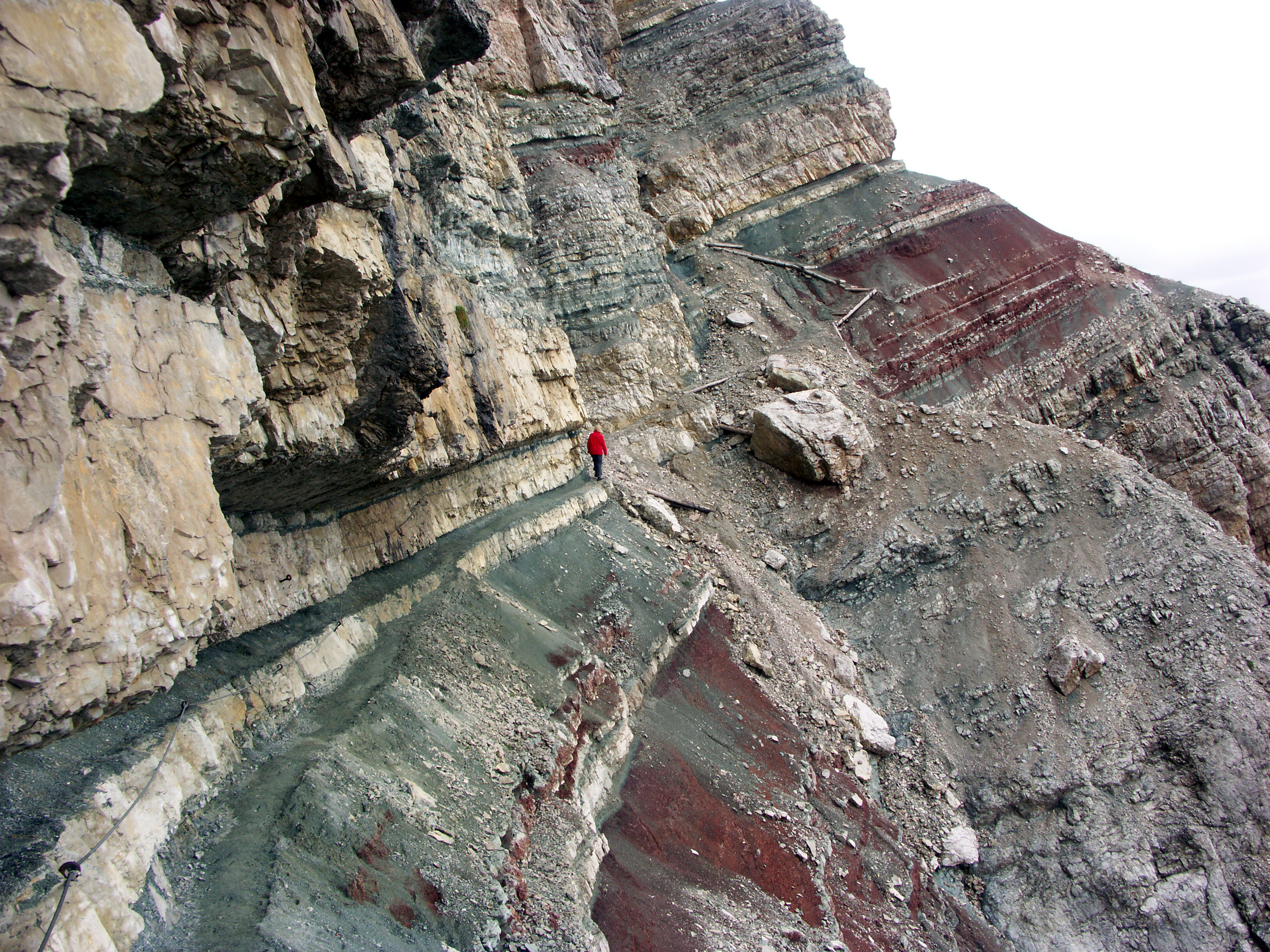
le Sentiero Astaldi.

En été, pour les amateurs de randonnées, les Tofane offrent une grande variété de sentiers de toutes difficultés. Les plus notables sont le Giro del Col Rosà, route circulaire avec la possibilité de visiter les cascades de la gorge de Fanes, de difficulté moyenne et avec une différence d'altitude d'environ 400 m ; le Sentiero Astaldi, accessible par le chemin 403, un itinéraire équipé de difficulté moyenne-élevée avec un dénivelé de 200 m ; le circuit refuge Dibona - refuge Giussani - Travenanzes, qui descend le long du versant ouest des Tofane, classé de difficulté moyenne mais assez exigeant par sa longueur ; le Piè Tofana - Cianderou, chemin le long des bois à l'est, de très faible difficulté, accessible depuis Piè Tofana par les chemins 409 - 410 jusqu'au lac Ghedina ; enfin, le chemin Grotta di Tofana - Castelletto, un itinéraire historique d'un grand intérêt qui serpente du refuge Dibona à la Tofana di Rozes et qui offre une occasion de visiter la galerie dite Castelletto, le théâtre de l'un des épisodes les plus célèbres de la Grande guerre à Ampezzo.

## Cinéma
- 1981 : Rien que pour vos yeux
- 2015 : Point Break